# Johann Ludwig Wurstemberger
Johann Ludwig Wurstemberger (* 25. Februar 1783 in Bern; † 15. Januar 1862 ebenda) war ein Schweizer Offizier, Politiker und Historiker.

## Leben
Sein Vater Johann Ludwig Wurstemberger († 1819) war in Bern «Landmajor» und Mitglied des Kleinen Rates. Seine Mutter war Anna Susanna Katharina Wild.
Er nahm am Stecklikrieg teil und machte Karriere als Genieoffizier: 1805 wurde er Hauptmann und 1826 Oberst im eidgenössischen Generalstab; von 1830 bis 1832 war er Oberstquartiermeister.
Von 1809 bis 1831 war Wurstemberger Berner Grossrat. Als Oberamtmann von Frutigen wurde er von 1811 bis 1817 zu einem bekannten Verwaltungsfachmann. Nach seinem Staatsdienst wurde er, ein Gegner der Regeneration, zu einem bekannten Historiker. Trotz seinem patrizischen Geschichtsbild weist sein Werk Ansätze kritischer Geschichtsschreibung auf.
Wurstemberger war mit Wilhelmine von Preussens Hofdame Sophie de Larrey verheiratet. Die Tochter
Sophie (1809–1878) war die Gründerin des Berner Diakonissenhauses und heiratete Johann Friedrich Dändliker (1821–1900).